# Desequilibrio de ligamiento
En genética se denomina desequilibrio del ligamiento o LD por sus siglas en inglés (Linkage Disequilibrium) a la propiedad de algunos genes de las poblaciones genéticas de no segregar de forma independiente, esto es, poseen una frecuencia de recombinación menor del 50 %. 
Esto suele deberse a que los dos loci implicados se encuentran en el mismo cromosoma, lo que imposibilita su transferencia a la progenie de manera aleatoria con la separación de los cromosomas en anafase.
También se define como la asociación no aleatoria de alelos en diferentes loci dentro de una población dada. Los loci están en desequilibrio de ligamiento cuando la frecuencia de asociación de sus diferentes alelos es mayor o menor de lo esperado si los loci fueran independientes y se asociaran aleatoriamente.
El desequilibrio de ligamiento está influenciado por muchos factores, incluyendo selección, la tasa de recombinación génica, la tasa de mutación, la deriva genética, el sistema de apareamiento, la estructura de poblaciones y el ligamiento. Como resultado, el patrón de desequilibrio de ligamiento de un genoma es una poderosa señal de los procesos de genética de poblaciones que lo estructuran.
A pesar de su nombre, el desequilibrio de ligamiento puede ocurrir entre alelos de diferentes loci que carezcan de ligamiento entre ellos e independientemente de si las frecuencias alélicas están en equilibrio (no cambian con el tiempo). Asimismo, el desequilibrio de ligamiento también es conocido como desequilibrio de la fase gamética; no obstante, el concepto también aplica a organismos asexuales y por lo tanto no es dependiente de la presencia de gametos.